# Protéines AAA
Pour les articles homonymes, voir AAA.
Les protéines AAA ou ATPases Associées à diverses Activités cellulaires constituent une famille de protéines qui partagent un domaine conservé commun d'environ 230 acides aminés de long. Il s'agit d'une grande famille protéique fonctionnellement diverse, appartenant à la superfamille protéique AAA+ des NTPases en motifs de Walker en forme d'anneaux, qui exercent leur activité par la reconstruction (consommant de l'énergie) ou la translocation de macromolécules,.
Les protéines AAA couplent l'énergie chimique fournie par l'hydrolyse de l'ATP à des changements de conformation qui sont transduits en une force mécanique exercée sur un substrat macromoléculaire.
Les protéines AAA possèdent diverses fonctions et organisations, et varient dans leur activité, leur stabilité et leur mécanisme. On retrouve des membres de la famille AAA chez tous les organismes et ils sont essentiels pour de nombreuses fonctions cellulaires. Ils sont impliqués dans des processus comme la réplication de l'ADN, la dégradation des protéines, la fusion membranaire, la séparation des microtubules, la biogénèse du peroxysome, la transduction du signal et la régulation de l'expression des gènes.

## Structure
Le domaine AAA contient deux sous-domaines : un domaine N-terminal α/β qui se lie aux nucléotides et les hydrolyse (un pli Rossmann), et un domaine C-terminal en hélice α. Le domaine N-terminal fait 200-250 acides aminés de longueur et contient des motifs Walker A et B, et est partagé en commun avec d'autres NTPases en boucle P (P-loop en anglais), qui constituent la superfamille incluant la famille AAA. La plupart des protéines AAA possèdent des domaines supplémentaires utilisés pour l'oligomérisation, la liaison au substrat et/ou la régulation. Ces domaines peuvent lier la partie N-terminale ou C-terminale au module AAA.

### Classification
Certaines classes de protéines AAA possèdent un domaine N-terminal non-ATPase qui est suivi de soit un, soit deux domaines AAA(D1 et D2). Chez certaines protéines ayant deux domaines AAA, les deux sont bien conservés au cours de l'évolution (comme dans le complexe Cdc48/p97). Chez les autres, c'est soit le domaine D2 (comme chez Pex1p et Pex6p), soit le domaine D1 (chez Sec18p/NSF) qui est mieux conservé au cours de l'évolution (mais pas les deux).
Alors que la famille AAA classique était auparavant basée sur des motifs, la famille a été depuis élargie en utilisant des informations sur la structure de ses membres ; on l'appelle désormais la famille AAA.

### Relations évolutives
Les protéines AAA sont divisées en sept clades de base, fondés sur des éléments de structure secondaire inclus au sein même du cœur du repliement AAA, ou à sa proximité : chargeur de pince, initiateur, classique, hélicase de superfamille III, HCLR, H2-insert et PS-II insert.

## Structure quaternaire
Les ATPases AAA s'assemblent en montages oligomériques (souvent des homo-hexamères) qui forment une structure en forme d'anneau avec un pore central. Ces protéines produisent un moteur moléculaire qui couple la liaison à l'ADN et l'hydrolyse avec des changements dans les états conformationnels pouvant être propagés à travers le montage considéré afin d'agir sur un substrat cible, soit par translocation soit par réagencement dudit substrat.
Le pore central peut être impliqué dans le traitement du subtrat. Dans la conformation hexamérique, le site de liaison à l'ATP est positionné à l'interface entre les sous-unités. Dès la liaison à l'ATP et l'hydrolyse, les enzymes AAA subissent des changements de conformation dans les domaines AAA ainsi que dans les domaines N-terminaux. Ces mouvements peuvent être transmis à la protéine-substrat.

## Mécanisme moléculaire
On pense que l'hydrolyse de l'ATP par les ATPases AAA implique une attaque nucléophile sur le γ-phosphate de l'ATP grâce à une molécule d'eau activée, conduisant à un mouvement des sous-domaines AAA N- et C-terminaux l'un par rapport à l'autre. Ce mouvement permet l'exertion d'une force mécanique, amplifiée par d'autres domaines ATPase au sein de la même structure oligomérique. Les domaines supplémentaires dans la protéine permettent de réguler ou diriger cette force pour atteindre différents objectifs.

## AAA procaryotiques
Les protéines AAA ne sont pas restreintes aux eucaryotes. Les procaryotes possèdent des AAA qui combinent une chaperonne avec une activité protéolytique, par exemple dans le complexe ClpAPS, qui permet la dégradation protéique et la reconnaissance par E. coli. On pense que la reconnaissance basique des protéines par les AAA a lieu au niveau des domaines non repliés dans la protéine-substrat. Chez HsIU, un homologue bactérien du complexe ClpX/ClpY de la famille HSP100 des protéines AAA, les sous-domaines N- et C-terminaux bougent l'un par rapport à l'autre lorsque les nucléotides y sont liés et hydrolysés. Les domaines terminaux sont plus distants en l'absence de nucléotides, et plus rapprochés lorsqu'il y a liaison à l'ADP. En conséquence, l'ouverture de la cavité centrale est affectée.

## Fonctions
Les protéines AAA sont impliquées dans la dégradation protéique, la fusion membranaire, la réplication de l'ADN, la dynamique des microtubules, le transport intracellulaire, l'activation transcriptionnelle, le néo-repliement des protéines, et le démantèlement des complexes protéiques et les agrégats protéiques,.

### Mouvement moléculaire
Les dynéines, l'une des trois classes majeures de protéines motrices, sont des protéines AAA qui couplent leur activité ATPase à un mouvement moléculaire le long des microtubules. 
L'ATPase Cdc48/p97 est sans doute la protéine AAA la mieux étudiée. Les protéines sécrétoires mal repliées sont exportées depuis le réticulum endoplasmique (RE) et sont dégradées par la voie de dégradation associée au RE. Les protéines membranaires et du lumen non fonctionnelles sont extraites du RE et dégradées dans le cytosol par les protéasomes. La rétrotranslocation et l'extraction du substrat sont assistées par le complexe Cdc48p(Ufd1p/Npl4p) du côté cytosolique de la membrane. De ce côté-là, le substrat est ubiquitiné par des enzymes E2 et E3 basées dans le RE, en amont de la dégradation par le protéasome 26S (voir JUNQ).

### Ciblage des corps multivésiculaires
Les corps multivésiculaires sont des compartiments endosomaux qui mettent de côté les protéines membranaires ubiquitinées en les incorporant dans des vésicules. Ce processus implique l'action séquentielle de trois complexes multiprotéiques, ESCRT I à III (Complexes Endosomaux de Tri Requis pour le Transport, ou Endosomal Sorting Complexes Required for Transport en anglais). Vps4p est une ATPase de type AAA impliquée dans cette voie de tri MVB. Elle avait d'abord été identifiée comme une vps (tri protéique vacuolaire, vacuolar protein sorting en anglais) de "classe E" mutante, et on a montré par la suite qu'elle catalysait la dissociation de complexes ESCRT. Vps4p est ancrée à la membrane endosomale via Vps46p. L'assemblage de Vps4p est assistée par la protéine conservée Vta1p, qui régule son statut d'oligomérisation et son activité ATPase.

### Autres fonctions
Les protéases AAA utilisent l'énergie issue de l'hydrolyse de l'ATP pour la translocation de protéines dans le protéasome pour les dégrader.

## Protéines humaines contenant ce domaine
Voici une liste (non exhaustive) de protéines contenant ce domaine qu'on retrouve chez H. sapiens : AFG3L1 ; AFG3L2 ; AK6 ; ATAD1 ; ATAD2 ; ATAD2B ; ATAD3A ; ATAD3B ; ATAD3C ; BCS1L ; CDC6 ; CHTF18 ; CINAP ; FIGN ; FIGNL1 ; FTSH ; IQCA ; KATNA1 ; KATNAL1 ; KATNAL2 ; LONP1 ; LONP2 ; NSF ; NVL ; Nbla10058 ; ORC1L ; PEX1 ; PEX6 ; PSMC1 ; PSMC2 ; PSMC3 ; PSMC4 ; PSMC5 ; PSMC6 ; RFC1 ; RFC2 ; RFC4 ; RFC5 ; RUVBL1 ; RUVBL2 ; SPAF ; SPAST ; SPATA5L1 ; SPG7 ; TRIP13 ; VCP ; VPS4A ; VPS4B ; WRNIP1 ; YME1L1.